# Puerto Ricos kvindefodboldlandshold
Puerto Ricos kvindefodboldlandshold er det nationale kvindefodboldlandshold på Puerto Rico som reguleres af Puerto Ricos fodboldforbund.
Puerto Rico kom automatisk med til CONCACAF-mesterskabet i 1998, men kom klart på en sidsteplads da de tabte samtlige kampe. Efter dette mesterskab blev det til en kvalificering, og Puerto Rico tabte stort til Jamaica. Derefter stillede Puerto Rico ikke op til kvalificeringen hverken til det næste mesterskab eller til kvalificeringen til OL i Athen i 2004. Puerto Rico stillede imidlertid op til kvalificeringen til OL i Beijing i 2008, og overraskede alle ved at slå det langt bedre rangerede, Haiti. I næste runde mødte de Trinidad og Tobago i to kampe på hjemmebane, hvoraf den ene var defineret som en udekamp. Puerto Rico vandt udekampen, 1-0, men tabte hjemmekampen 1-2, og dermed gik Trinidad og Tobago videre til den næste kvalificeringspulje. Puerto Ricos U/17-hold var et af de otte hold som deltog under CONCACAF-mesterskabet.
I kvalificeringen til Gold Cup 2010 vandt Puerto Rico tre ud af de fem kampe, mod Saint Kitts og Nevis, Dominica og Antigua og Barbuda, men blev slået ud efter at de tabte mod Haiti og Cuba i den anden ud af de tre indledende runder. Puerto Rico kan på basis af dette rangeres som et af de otte bedste hold i Caribien, og dermed blandt de 15 bedste i CONCACAF.

## Resultater

### VM
| World Cup Finals | World Cup Finals       | World Cup Finals | World Cup Finals | World Cup Finals | World Cup Finals | World Cup Finals | World Cup Finals | World Cup Finals | World Cup Finals |
| År               | Resultat               | GP               | W                | D*               | L                | GF               | GA               | GD               |                  |
| ---------------- | ---------------------- | ---------------- | ---------------- | ---------------- | ---------------- | ---------------- | ---------------- | ---------------- | ---------------- |
| 1991             | Deltog ikke            | -                | -                | -                | -                | -                | -                | -                |                  |
| 1995             | Deltog ikke            | -                | -                | -                | -                | -                | -                | -                |                  |
| 1999             | Kvalificerede sig ikke | -                | -                | -                | -                | -                | -                | -                |                  |
| 2003             | Kvalificerede sig ikke | -                | -                | -                | -                | -                | -                | -                |                  |
| 2007             | Kvalificerede sig ikke | -                | -                | -                | -                | -                | -                | -                |                  |
| 2011             | Kvalificerede sig ikke | -                | -                | -                | -                | -                | -                | -                |                  |
| 2015             | Endnu ikke fastlagt    | -                | -                | -                | -                | -                | -                | -                |                  |
| Total            | 0/6                    | -                | -                | -                | -                | -                | -                | -                |                  |

*Omfatter kampe vundet på straffespark.

### CONCACAS
| Women's Gold Cup | Women's Gold Cup       | Women's Gold Cup | Women's Gold Cup | Women's Gold Cup | Women's Gold Cup | Women's Gold Cup | Women's Gold Cup | Women's Gold Cup | Women's Gold Cup |
| År               | Resultat               | GP               | W                | D*               | L                | GF               | GA               | GD               |                  |
| ---------------- | ---------------------- | ---------------- | ---------------- | ---------------- | ---------------- | ---------------- | ---------------- | ---------------- | ---------------- |
| 1991             | Deltog ikke            | -                | -                | -                | -                | -                | -                | -                |                  |
| 1993             | Deltog ikke            | -                | -                | -                | -                | -                | -                | -                |                  |
| 1994             | Deltog ikke            | -                | -                | -                | -                | -                | -                | -                |                  |
| 1998             | Gruppespillet          | 3                | 0                | 0                | 3                | 0                | 38               | -38              |                  |
| 2000             | Deltog ikke            | -                | -                | -                | -                | -                | -                | -                |                  |
| 2002             | Kvalificerede sig ikke | -                | -                | -                | -                | -                | -                | -                |                  |
| 2006             | Deltog ikke            | -                | -                | -                | -                | -                | -                | -                |                  |
| 2010             | Kvalificerede sig ikke | -                | -                | -                | -                | -                | -                | -                |                  |
| Total            | 1/8                    | 3                | 0                | 0                | 3                | 0                | 38               | -38              |                  |

*Omfatter kampe vundet på straffespark.